# 6792 Akiyamatakashi
A 6792 Akiyamatakashi (ideiglenes jelöléssel 1991 WC) a Naprendszer kisbolygóövében található aszteroida. Makio Akiyama és Toshimasa Furuta fedezte fel 1991. november 30-án.